# Evangeličanska cerkev, Križevci
Evangeličanska cerkev v Križevcih je cerkev v Občini Gornji Petrovci. V cerkev pastiroval Ivan Berke, slovenski pistalej.

## Reformacija in protireformacija
Po vsej verjetnosti so Križevci v času reformacije spadali k Benediktu (Kančevci - Ivanovci) in so bili kot filiala imenovani »Sveti križ«. Podružnica je imela v Križevcih svojo kapelico na nekdanjem pokopališču. Ta objekt ni bil vzdrževan in je začel propadati. Takratni katoliški duhovnik iz Petrovcev ga je zaradi tega dal porušiti, iz ostankov opeke pa so zgradili katoliško župnišče v Gornjih Petrovcih. Kljub močni protireformaciji in hudemu preganjanju je tretjina prekmurskega prebivalstva ostala zvesta reformaciji. Zahvala za to gre  gosto naseljenim malomeščanskim dokaj premožnim družinam, katerih tedanje oblasti glede njihove vere niso preganjale. Tem so se pridruževali tudi ostali evangeličani. Dve leti po izdaji tolerančnega edikta cesarja Franca Jožefa II. leta 1783 so bile ustanovljene prve tri protestantske cerkvene občine: Puconci, Križevci in Hodoš.

## Prošnja za samostojno cerkveno občino
Iz krstne matične knjige v Križevcih iz leta 1783 je razvidno, da so verniki te okolice poslali prošnjo bratislavskemu kraljevskemu uradu, da bi jim dovolili ustanoviti lastno cerkveno občino. Na prošnjo je dal kraljevski urad naslednji odgovor:
Občini Križevci in okoliškim vasem slovenske krajine, ki imajo zadostno število družin augsburške veroizpovedi, ki so po predpisih sposobne vzdrževati duhovnika in so si sposobne postaviti za božje službe molitvene hiše, se izda dovoljenje za ustanovitev cerkvene občine. Samo po sebi se razume, da glede tega ne bo zmanjšan dohodek rimskokatoliškega duhovnika; šolskim učiteljem, ki so poklicani na prazna mesta ali pa tja, kjer so že katoliški učitelji, se ne dovoli voditi petja tam, kjer je duhovnik, če pa želijo imeti takega učitelja, se tistim, ki pošljejo prošnjo, dovoljuje, da lahko učitelj ta poklic opravlja samo v cerkvi; ob zadržanosti duhovnika lahko evangeličanskim otrokom nadomešča duhovnika, v prvi vrsti za poučevanje verskih artiklov. Zgoraj imenovanim spoštovanim gospodom daje kraljevski urad za dolžnost, naj v imenovanih vaseh evangeličanom razglasijo, da se morajo držati predpisanega dovoljenja in da tega zakona ne smejo kršiti.— Zapisano na seji madžarskega kraljevskega urada v Bratislavi, 25. avgusta 1783.

## Začetki delovanja cerkve
Dne 19. oktobra 1783 je bila prva božja služba v Križevcih, v hiši Gergar Nikolaja, ki so bile vse  do 14. novembra 1784. V tem času so začeli na mestu današnje cerkve zidati novo cerkev. Dokler cerkev ni bila dograjena, so verniki postavili ob vzhodni strani cerkve šotor, kjer so imeli božje službe. Dne 30. oktobra 1785 je bila cerkev dograjena in predana svojemu namenu. Ob blagoslovitvi sta razen domačega duhovnika sodelovala še puconski in hodoški duhovnik. Istega leta so na vzhodni strani cerkve postavili začasen lesen zvonik, v katerega so leta 1795 namestili dva zvonova. V tistem času  ni bilo dovoljeno kjer koli zidati evangeličanske cerkve, ampak le tam, kjer to ni motilo katoličanov. Sčasoma je prva cerkev postala premajhna, zato so jo v letu 1885 podaljšali. Stara zvonova so prodala vasi Košarovci in namesto teh dveh kupila nova. V   prvi svetovni vojni so manjšega nasilno odvzeli. 
Duhovnik Miháo Bakoš je mnogo pripomogel, da je potekala  bogoslužna in vzgojna dejavnost v materinem jeziku. O tem pričata tudi matični knjigi krščenih in poročenih, ki ju je Bakoš začel voditi leta 1783 v slovenskem jeziku. Lotil se je tudi sestavljanja slovenskega obrednika in cerkvene pesmarice. S tema deloma je vsebinsko in jezikovno izpopolnil luteransko bogoslužje med prekmurskimi Slovenci.  Vzporedno z bogoslužnimi in drugimi cerkvenimi zadevami se je Bakoš takoj po prihodu v Križevce lotil tudi urejanja osnovnošolskega pouka za svoj župnijski okoliš. Razen tega, da je obogatil slovenski jezik, je Bakoš vodil gradnjo prve cerkve v Križevcih in na splošno organiziral versko življenje.  
Zaradi dotrajanosti, so leta 1971 porušili staro župnišče in pričeli z gradnjo novega, ki je bilo zgrajeno naslednje leto. Blagoslovili so ga oktobra 1975, ko je gmajna praznovala 190. obletnico svoje cerkve. Leta 1982 je bila opravljena renovacija cerkve, leta 1983 pa je bil na novo prekrit cerkveni zvonik. Verniki evangeličanske cerkvene občine Križevci so Slovenci, z izjemo vernikov v Pordašincih, kjer živi madžarska manjšina. Cerkvena občina Križevci trenutno šteje 16 vasi.

## Arhitektura
Cerkev iz 1785 je bila leta 1885 podaljšana. Je ena starejših evangeličanskih cerkva v Prekmurju. Sestavljajo jo ladja pravokotnega tlorisa, poligonalni prezbiterij in zahodni zvonik.

## Duhovniki evangeličanske cerkve Križevci
- Mihael pl. Bakoš (1783-1790)
- Ferenc Xaver pl. Berke (1790-1805)
- Jožef pl. Berke (1805-1833)
- Janoš pl. Berke (1836-1908)
- Aladar Darvaš (1909-1944)
- Štefan Lepoša (1945-1963)
- Aleksander Balažic (1963-2017)
- Mitja Andrejek (2017- )

## Inšpektorji
- Pavel pl. Ajkay 1834-1838 (sodnik županijske table Železne in Šopronske županije)